# 솔로파카
솔로파카(이탈리아어: Solopaca)는 이탈리아 캄파니아주 베네벤토도의 코무네다. 나폴리로부터 북동쪽 45km 베네벤토로부터 북서쪽 20km 거리에 위치해있다.